# (7959) Alysecherri
(7959) Alysecherri es un asteroide perteneciente al cinturón interior de asteroides, descubierto el 2 de agosto de 1994 por Carl W. Hergenrother desde el Catalina Sky Survey, Arizona, Estados Unidos.

## Designación y nombre
Designado provisionalmente como 1994 PK. Fue nombrado por Alyse Cherri Hergenrother (n. 1984), apellido de soltera Alyse Cherri Smith, quien es la esposa del descubridor. Ha trabajado para el estado de Arizona para prevenir el abuso y la negligencia hacia los niños de Arizona.

## Características orbitales
Alysecherri está situado a una distancia media del Sol de 1,943 ua, pudiendo alejarse hasta 2,109 ua y acercarse hasta 1,777 ua. Su excentricidad es 0,085 y la inclinación orbital 19,266 grados. Emplea 989,14 días en completar una órbita alrededor del Sol.
Pertenece a la familia de asteroides de (434) Hungaria.

## Características físicas
La magnitud absoluta de Alysecherri es 14,68. 